# In Concert: Peter Gunn/Knife Edge
In Concert: Peter Gunn/Knife Edge è un singolo del gruppo progressive rock britannico Emerson, Lake & Palmer, pubblicato dalla Manticore (per la Gran Bretagna) e dalla Atlantic (per gli Stati Uniti) nel 1979. Entrambi i brani sono presenti nell'album In Concert.

## I brani

### Peter Gunn
Peter Gunn è un brano musicale di Henry Mancini, con il tempo rock moderato, composto nel 1958 per l'omonima serie televisiva poliziesca statunitense.

### Knife Edge
Knife Edge, già presente nel primo album del trio, è il brano parzialmente tratto dalla Sinfonietta di Leoš Janáček. L'inciso strumentale del brano a sua volta contiene una trascrizione fedele del tema dell'Allemanda dalla Suite francese in Re minore BWV 812 di J. S. Bach.

## Tracce
LATO A
- Peter Gunn (Henry Mancini)

LATO B
- Knife Edge (testo di Fraser-Lake / arr. Lake-Emerson su musica di Leoš Janáček) - Vocale

## Staff artistico
- Keith Emerson - tastiere
- Greg Lake - voce (sul lato B) e basso
- Carl Palmer - batteria
- Godfrey Salmon - direzione orchestrale (sempre sul lato B)